# Sinia bavius
Sinia bavius är en fjärilsart som beskrevs av Eduard Friedrich Eversmann 1832. Sinia bavius ingår i släktet Sinia och familjen juvelvingar. Inga underarter finns listade i Catalogue of Life.